# Jacqueline de Septisoles
Jacomina de Settesoli ou Jacopa de Settesoli, francisés en Jacqueline de Septisoles (née v. 1192 à Rome et morte en 1274 à Assise) est une Italienne du XIIIe siècle, qui fut amie et disciple de François d'Assise, béatifiée par l'Église catholique et fêtée le 8 février.

## Biographie

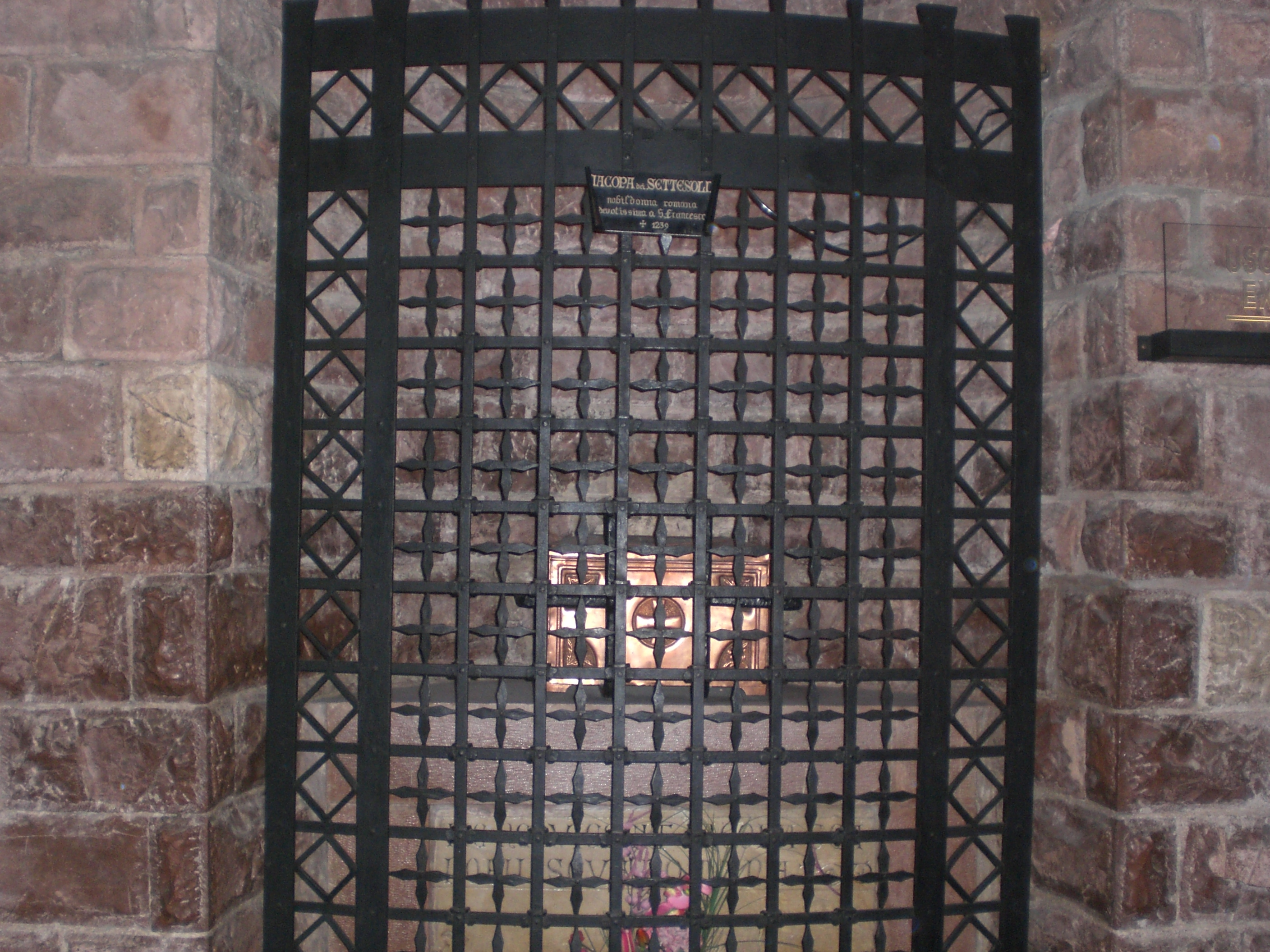
Tombe de Jacqueline de Septisoles

La charmante et vertueuse femme que saint François appelait « Frère Jacqueline » avait épousé Gratien Frangipani, seigneur de Marino, lequel l'avait laissée veuve avec deux enfants. La tradition franciscaine rapporte qu'elle recevait le « Poverello » (comme était surnommé François d'Assise) dans son palais romain du mont Palatin. Elle confectionnait pour lui une certaine crème aux amandes qu'il trouvait délicieuse et que nous connaissons aujourd'hui sous le nom de frangipane.
Jacqueline passa ses dernières années en Ombrie, pour être près de ceux qui avaient connu François. On l'inhuma non loin de lui dans la grande basilique d'Assise, à proximité de la crypte où repose saint François.